# Toots & the Maytals
A Toots and the Maytals, eredetileg: The Maytals, jamaicai reggae együttes.

## Diszkográfia
- Hallelujah (Jamaica Recording Studios 1966)
- Sweet and Dandy (Beverley's 1969)
- Monkey Man (Beverley's 1970)
- From the Roots (Trojan 1970)
- Funky Kingston (Mango 1973)
- Live at Reggae (Sunsplash Mobile 1975)
- In the Dark (Trojan 1976)
- Reggae Got Soul (Mango 1976)
- Funky Kingston (Trojan 1976)
- Pass the Pipe (Mango 1979)
- Just Like That (Mango 1980)
- Live (Island Records (ILPS 9647) 1980)
- Knock Out! (Mango 1981)
- Hour Live (Genes 1997). Recorded in 1982
- An Hour Live 'Straight from the Yard' (Dedicated to Robert Nesta Marley) (Sus 1990)
- Sensational Ska (Jamaican Gold 1995)
- Ska Father (Alla Son 1998)
- Live in London (Trojan 1999)
- Monkey Man (House Of 1997)
- Bla. Bla. Bla. (Lagoon 1993)
- Never Grow Old (Heartbeat 1997)
- Recoup (Alla Son 1997)
- True Love (V2 2004)
- Roots Reggae (The Early Jamaican Albums) (Trojan 2005), contains 6 CDs
- World Is Turning (XIII Bis 2005)
- Light Your Light (Concord 2007)

## Külső hivatkozások
- Hivatalos Toots honlap
- Rajongói oldal